# Paläosibirische Sprachen
Die paläosibirischen Sprachen – auch paläoasiatische oder altsibirische Sprachen genannt – sind eine Gruppe von etwa zehn Sprachen, die heute im Wesentlichen in Sibirien gesprochen werden.

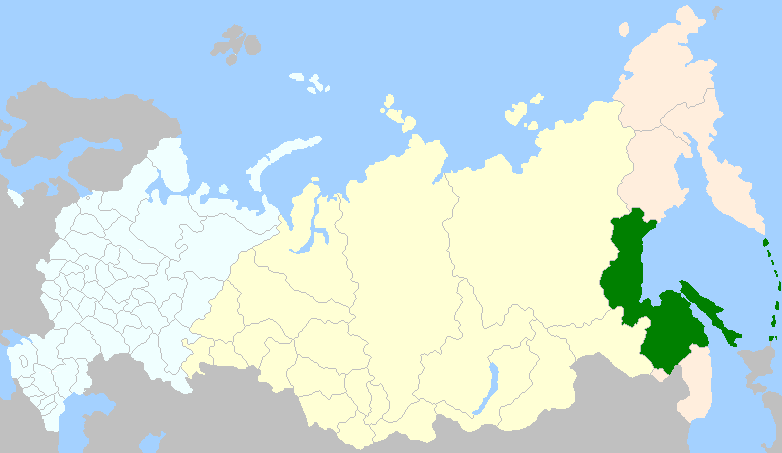
Karte mit dem Verbreitungsraum der paläosibirischen Sprachen: Der rosa eingefärbte Bereich beinhaltet das Sprachgebiet der jukagirischen und tschuktscho-kamtschadalischen Sprachen, der grün markierte Bereich das Gebiet der niwchischen Sprachen.

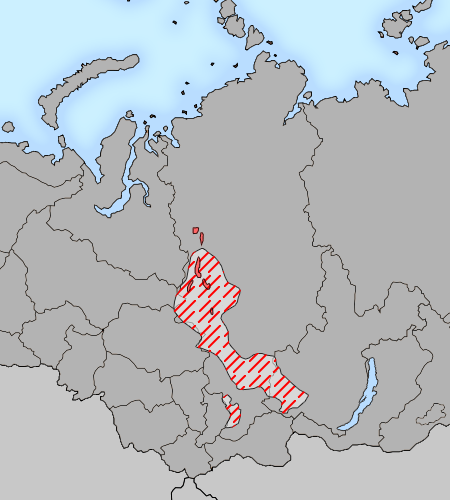
Verbreitung der jenisseischen Sprachen im 17. Jahrhundert (rot schraffiert) und im 20. Jahrhundert (rot)

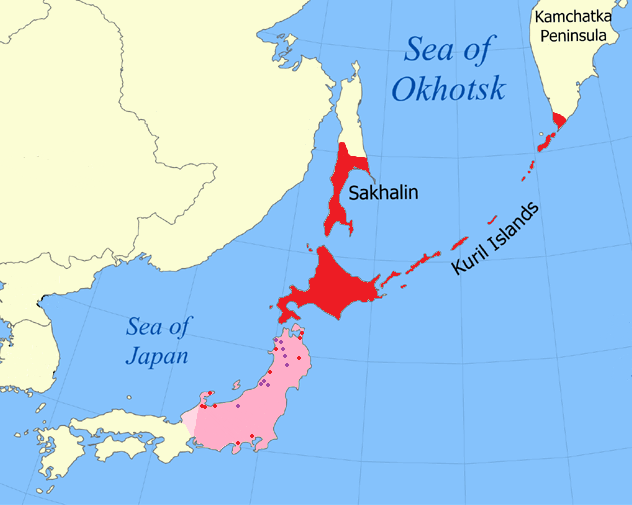
Historisch nachgewiesene (dunkelrot) und vermutete (hellrot) Verbreitung des Ainu

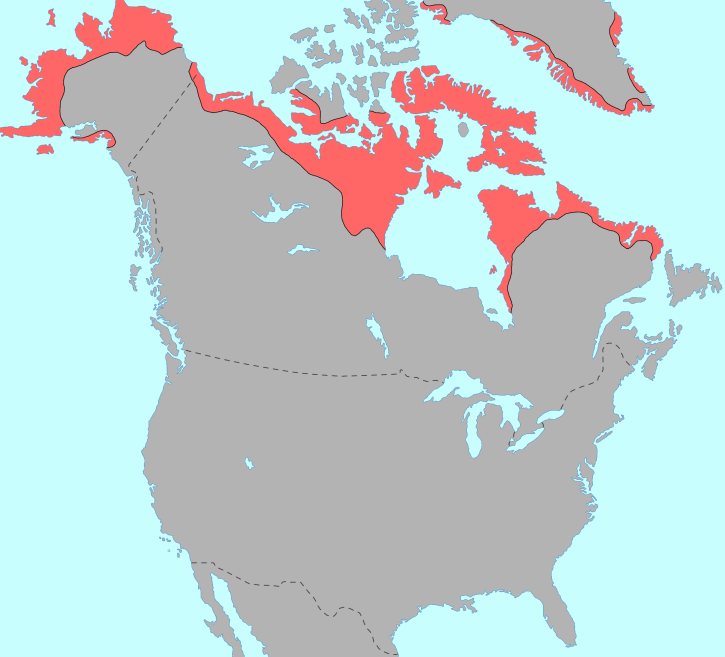
Verbreitung der eskimo-aleutischen Sprachen

Sie sind die Reste mehrerer alteingesessener Sprachfamilien, die bereits vor der Einwanderung der turkischen, tungusischen und uralisch-samojedischen Ethnien nach Nord- und Ostsibirien dort ansässig waren. Die paläosibirischen Sprachen bilden keine genetische Einheit, sondern zerfallen genetisch in fünf oder sechs Gruppen; zwei, Giljakisch und Ainu, sind nach heutiger Kenntnis isolierte Sprachen. Der Begriff paläosibirisch bezeichnet also eine reine Restkategorie, die die Sprachen einer bestimmten Region zusammenfasst, die nicht in die größeren Sprachfamilien Uralisch, Turkisch, Tungusisch oder Indogermanisch eingeordnet werden können. Bei allen handelt es sich um mehr oder weniger bedrohte Sprachen.

## Verweis auf paläosibirische Untergruppen und Sprachen
Die folgenden Artikel enthalten Informationen über die einzelnen paläosibirischen Gruppen oder Sprachen. Der vorliegende Artikel stellt hingegen die Informationen zusammen, die sich auf die Gesamtgruppe der paläosibirischen Sprachen beziehen.
- Jenisseische Sprachen
- Jukagirische Sprachen
- Tschuktscho-kamtschadalische Sprachen
- Niwchisch oder Giljakisch

Von manchen Autoren werden auch das Ainu und die eskimo-aleutischen Sprachen Sibiriens zu den paläosibirischen Sprachen hinzugerechnet:
- Ainu
- Eskimo-aleutische Sprachen

## Klassifikation und Sprecherzahlen
Die paläosibirischen Sprachen bestehen aus fünf oder sechs nicht genetisch verwandten Spracheinheiten Sibiriens, nämlich dem Jenisseischen, dem Jukagirischen, dem Tschuktscho-Kamtschadalischen oder Luorawetlanischen, und den isolierten Sprachen Niwchisch (früher Giljakisch genannt) und dem Ainu. Insgesamt sind 16 Sprachen bekannt geworden, davon sind inzwischen 7 ausgestorben. Ket und Jukagirisch können nicht als isoliert betrachtet werden, obwohl sie jeweils die einzige überlebende Sprache ihre jeweiligen Familie sind. Die Sprecherzahlen sind geprüften Quellen von 2005 entnommen. Kerek ist wahrscheinlich schon ausgestorben.
- Jenisseisch   6 Sprachen, davon 5 †   (600–1.000 Sprecher)
  - Ket-Yug
    - Ket (Ketisch, Jenissei-Ostjakisch, Inbatsk) (600–1.000 Sprecher)
    - Jug (Jugisch, Yugh, Sym-Ketisch) (ca. 1990 †)

  - Kott-Pumpokol
    - Pumpokol †
    - Kott †

  - Arin-Assan
    - Assan †
    - Arin †

- Jukagirisch   3 Sprachen, davon 2 †   (40–200 Sprecher)
  - Jukagirisch (Odulisch) (max. 200, ethnisch 1.000 Sprecher)  Dialekte: Nord=Tundra, Süd=Kolyma
  - Omok †
  - Tschuwanisch †

- Tschuktscho-Kamtschadalisch   5 Sprachen   (14 Tsd. Sprecher)
  - Tschuktscho-Korjakisch
    - Tschukot
      - Tschuktschi (Tschukot) (10 Tsd., ethnisch 15 Tsd. Sprecher)

    - Korjak-Aliutor
      - Korjak (Nymylan) (3.5 Tsd., ethnisch 7 Tsd. Sprecher)
      - Aliutor (200, ethnisch 2 Tsd. Sprecher)
      - Kerek (fast † oder schon †)

  - Kamtschadalisch
    - Itelmenisch (Kamtschadalisch) (max. 100, ethnisch 2.5 Tsd. Sprecher)

- Niwchisch (Giljakisch)
  - Niwchisch (Giljakisch) (700, ethnisch 5 Tsd. Sprecher)  Dialekte: Amur, Nord-Sachalin, Ost-Sachalin

- Ainu
  - Ainu (15 Sprecher ?)   Dialekte: Hokkaido, Sachalin †, Kurilen † (ethnisch 15 Tsd. Sprecher)

Das Ainu wird nicht von allen Forschern zu den paläosibirischen Sprachen gerechnet, obwohl es die obige Definition im Wesentlichen erfüllt.
Aufgrund gewisser typologischer Ähnlichkeiten zu den übrigen sibirischen Sprachen zählen einige Forscher auch die in Nordost-Sibirien und auf den (zu den USA gehörenden) Aleuten gesprochenen eskimo-aleutischen Sprachen zu den paläosibirischen Sprachen.
- Eskimo-Aleutisch
  - Eskimo
    - Inuit
      - Inuit Sibirischer Dialekt Imaklik †

    - Yupik
      - Chaplino (Chaplinski) (1500 Sprecher)
      - Naukan (Naukanski) (100 Sprecher)
      - Sirenik (Sireniksi) † 1997

  - Aleutisch
    - Aleutisch (350 Sprecher)

Unüblich ist die Einbeziehung der großen fernöstlichen Sprachen Koreanisch und Japanisch, auch wenn diese Sprachen nicht zu den altaischen Sprachen gehören sollten.

## Geschichte der paläosibirischen Sprachen
Sicherlich sind die paläosibirischen Sprachen die Überreste von einst größeren über weite Teile Sibiriens verbreiteten Sprachfamilien, die zunächst von den eindringenden uralischen, turkischen und tungusischen Stämmen zurückgedrängt und teilweise aufgesogen wurden. Noch im 17. Jahrhundert waren jenisseische, jukagirische und tschuktschische Sprachen nachweislich in wesentlich größeren und weiter westlich gelegenen Gebieten als heute verbreitet.
Innerhalb der letzten 400 Jahren nahmen Gruppen von Sprechern paläosibirischer Sprachen allmählich das Jakutische oder andere turkische und tungusische Sprachen an. Die zur uralischen Sprachfamilie gehörenden samojedischen Sprachen haben die Sprachen heute ausgestorbener jenisseischer Stämme absorbiert. Endgültig wurden sie durch die Russifizierung des Landes auf ihre heutigen Restbestände reduziert und in entlegene Rückzugsgebiete gezwungen. Dieser Prozess wird in naher Zukunft mit dem völligen Verlust dieser Sprachen und der späteren Aufgabe der ethnischen Identität ihrer Sprecher enden – wohl nur das Tschuktschische hat mit 10.000 Sprechern noch eine etwas längere Überlebensperspektive.

## Bemerkungen zur Sprachtypologie
Die grammatischen und phonetischen Strukturen der fünf oder sechs paläosibirischen Gruppen sind durchaus unterschiedlich, so dass man kaum von einem Sprachbund sprechen kann. Gemeinsam haben sie eine agglutinierende Morphologie, umfangreiche Möglichkeiten komplexer Wortbildungen, verschiedene Formen der Vokalharmonie (nicht die Eskimo-Sprachen) und Konsonantenalternation und eine Tendenz zu Konsonantenclustern (außer im Jukagirischen und den Eskimo-Sprachen). Fast alle paläosibirischen Sprachen erhielten seit 1920 einen schriftlichen Standard, und zwar zunächst auf Basis der lateinischen, seit 1930 der kyrillischen Schrift. Diese Schriftformen werden vor allem in der Primarausbildung verwendet. Die umfangreichen mündlich überlieferten Volksliteraturen wurden seit dem vorigen Jahrhundert von russischen und westlichen Forschern gesammelt und übersetzt.
Alle linguistischen Detailinformationen siehe unter den jeweiligen Gruppen- oder Sprachnamen.

## Beziehungen und genetische Verwandtschaft

### Typologische Ähnlichkeiten
Es wurden etliche Versuche unternommen, verwandtschaftliche Beziehungen zwischen den paläosibirischen Gruppen oder zwischen ihnen und anderen Sprachfamilien aufzuzeigen. Keiner dieser Vorschläge konnte bis heute die Anerkennung der Forschermehrheit finden. Bloße Ähnlichkeiten im Bereich der Grammatik (z. B. die weit verbreitete Agglutination) oder Phonetik (z. B. Vokalharmonie, Konsonantenstufung) können durch langfristige Sprachkontakte in gemeinsamen oder benachbarten Lebensräumen entstanden sein und sind kein Beweis für genetische Beziehungen. Allerdings sind die paläosibirischen Sprachen in ihrer Struktur zu unterschiedlich, um sie insgesamt als einen Sprachbund betrachten zu können.

### Lehnwörter
Es gibt zahlreiche Lehnwörter in fast allen paläosibirischen Sprachen, die einen Hinweis auf historische Kontakte geben. Die meisten älteren Lehnwörter stammen aus den tungusischen Sprachen, aber auch die Turksprachen (insbesondere das Jakutische) dienten als Quelle. Das Ket hat vom samojedischen Selkup entlehnt, das Giljakische Termini der Rentierzucht von tungusischen Sprachen, andere Begriffe aus dem Ainu. Als Hauptquelle aller neueren Entlehnungen für die Begriffe der 'modernen' Technik und Zivilisation dient natürlich das Russische. Dieses Lehnwortmaterial wird grammatisch und phonetisch relativ schnell in den meisten paläosibirischen Sprachen integriert.

### Jukagirisch und Uralisch
Eine durchaus ernst zu nehmende Hypothese ist die der Verwandtschaft des Jukagirischen mit den uralischen Sprachen. Jukagirisch wird von maximal 200 Menschen in Nordost-Sibirien gesprochen und ist mit den ausgestorbenen Sprachen Omok und Tschuwanisch eng verwandt. Nach M. Ruhlen 1991 beweisen die Arbeiten von Collinder 1965 und Harms 1977 jenseits jeden Zweifels die Verwandtschaft des Jukagirischen mit den uralischen Sprachen. Collinder 1965 stellt fest: „Die Gemeinsamkeiten des Jukagirischen und Uralischen sind so zahlreich und charakteristisch, dass sie Überreste einer ursprünglichen Einheit sind. Das Kasus-System des Jukagirischen ist fast identisch mit dem des Nord-Samojedischen. Der Imperativ wird mit denselben Suffixen gebildet wie im Süd-Samojedischen und den konservativsten finno-ugrischen Sprachen. Jukagirisch hat ein halbes Hundert gemeinsamer Wörter mit dem Uralischen, und zwar ohne die Lehnwörter. Man sollte bemerken, dass alle finno-ugrischen Sprachen in der Kasus-Flexion mehr vom Samojedischen abweichen als das Jukagirische.“ Es wäre danach durchaus möglich, von einer „uralisch-jukagirischen Sprachfamilie“ zu sprechen.

### Paläosibirische Sprachen im Rahmen von Makrofamilien
Wesentlich umfassendere Vorstellungen werden von den Vertretern der Makrofamilien (Nostratisch, Eurasiatisch, Dene-Kaukasisch) postuliert. Das Eurasiatische in der Definition von Joseph Greenberg (2000) umfasst – neben dem Indogermanischen, Uralischen, Altaischen, Koreanischen, Japanischen und den Eskimosprachen – fast alle paläosibirischen Sprachen, mit der auffälligen Ausnahme des Jenisseischen. Eine fast identische „eurasische“ Sprachfamilie postulierte Heinrich Koppelmann schon 1933.
Das aus dem „Eurasiatischen“ ausgeschlossene Jenisseische wiederum ist ein Kandidat für die hypothetische dene-kaukasische Makrofamilie, die unter anderen die sino-tibetischen, nordkaukasischen, nordamerikanischen Na-Dené-Sprachen, das Baskische und eben das Jenisseische umfassen soll.
Beide Thesen werden bisher nur von einer kleinen Gruppe von Linguisten akzeptiert oder auch nur für wahrscheinlich gehalten. Die Hauptschwierigkeit bei ihrer Verifizierung ist das große Alter von mehr als zehntausend Jahren, das man für die gemeinsame Protosprache ansetzen müsste, und die damit verbundenen äußerst spärlichen noch greifbaren Gemeinsamkeiten. Somit sollte man bis zum Vorliegen zwingender neuer Argumente weiter davon ausgehen, dass die paläosibirischen Gruppen weder untereinander noch mit anderen Sprachen oder Sprachfamilien genetisch verwandt sind.